# Spetsnaz
Pour l’article homonyme, voir Spetsnaz (groupe).
 (mai 2024).
Si vous disposez d'ouvrages ou d'articles de référence ou si vous connaissez des sites web de qualité traitant du thème abordé ici, merci de compléter l'article en donnant les références utiles à sa vérifiabilité et en les liant à la section « Notes et références ».
Spetsnaz (russe : Спецназ) est la contraction de Spetsial'noïe Naznatchéniyé (nom complet en russe : Войска специального назначения, « forces à désignation spéciale/d'affectation spéciale »).
Ce terme désignait à l'origine les forces spéciales de l'armée soviétique, créées au début de la guerre froide. Il était cependant ambigu car aussi utilisé pour désigner diverses formations, y compris des unités expérimentales ou de nature temporaire, ou des unités spécialisées. Ainsi que par le 68e Régiment indépendant de parachutistes-reconnaissance « Spetsnaz » de l'armée bulgare fondé en 1975 et les unités qui lui succèdent, actuellement la 68th Special Forces Brigade (Bulgaria) (en).
Depuis la fin de la guerre froide, ce terme est utilisé de manière générique pour désigner les unités spéciales des différentes autorités soviétiques puis russes : forces armées, service fédéral de sécurité (FSB), service des renseignements extérieurs (SVR), police, ministère de la Justice, ministère des Affaires intérieures russes, etc.

## Les différentes unités spetsnaz

### Unités spetsnaz des forces armées

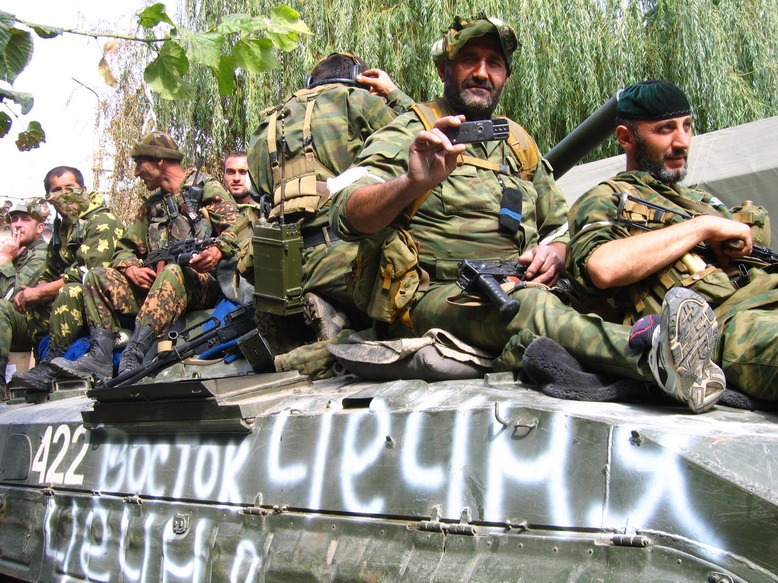
Membres du bataillon Vostok. Une unité spetsnaz du GRU habituellement stationnée en Tchétchénie, lors de leur intervention en Géorgie en 2008.

Les forces armées russes comprennent des unités spetsnaz dites du GRU :
- dans les forces terrestres ;
- dans les troupes aéroportées (VDV) ;
- dans la marine : les forces et moyens de sabotage sous-marins (PDSS) (ru) de la marine[réf. souhaitée].

Ils ont participé aux opérations militaires en Afghanistan, aux guerres en Tchétchénie et en Géorgie.
Ces unités spetsnaz sont distinctes des forces d'opérations spéciales (SSO) qui forment un service indépendant de l'État-Major général des forces armées de la fédération de Russie.

### Les Spetsnaz des services secrets
En 1974, le KGB a mis sur pied une unité antiterroriste, le groupe Alpha, au sein de sa septième direction (surveillance intérieure). Ce groupe a participé à de multiples opérations, par exemple : en 1991 en Lituanie, en 1999 au Daghestan, de 1999 à 2001 en Tchétchénie, en 2001 à Mineralnye Vody, en 2002 à Moscou lors de la prise d'otage au théâtre Nord-Ost et en 2004 lors de la prise d'otages de Beslan.
De son côté, la première direction générale du KGB (renseignement extérieur) avait un « cours d'entraînement avancé d'officiers » (KUOS) formant une réserve spéciale d'officiers qui devaient, en cas de guerre, commander des groupes de sabotage et guérilla sur les arrières adverses. Des diplômés de cette KUOS constituèrent l'unité Zenit pour l'invasion de l'Afghanistan, puis d'autres détachements dans ce conflit appelés Kaskad et Omega. Mais mobiliser ces officiers leur faisait quitter leurs postes normaux. En conséquence, une unité permanente, la Vimpel (« étendard »), fut créée le 19 août 1981 par le général Youri Ivanovitch Drozdov au sein de la direction S (agents « illégaux ») de la première direction générale du KGB. Ses membres accomplirent diverses missions et jouèrent le rôle d'observateurs et conseillers au Mozambique, à Cuba, en Angola et au Nicaragua.
Les groupes Alpha et Vympel furent placés sous l'autorité du service fédéral de sécurité de la fédération de Russie (FSB) en 1996. Ils ont participé à de nombreuses opérations en Tchétchénie, où leurs membres éliminèrent plusieurs responsables de la rébellion tchétchène : Raduev, Baraev, Abou-Oumar, Abou-Habs, Basaev et Mas'hadov.

### Les forces spéciales du ministère de l'Intérieur

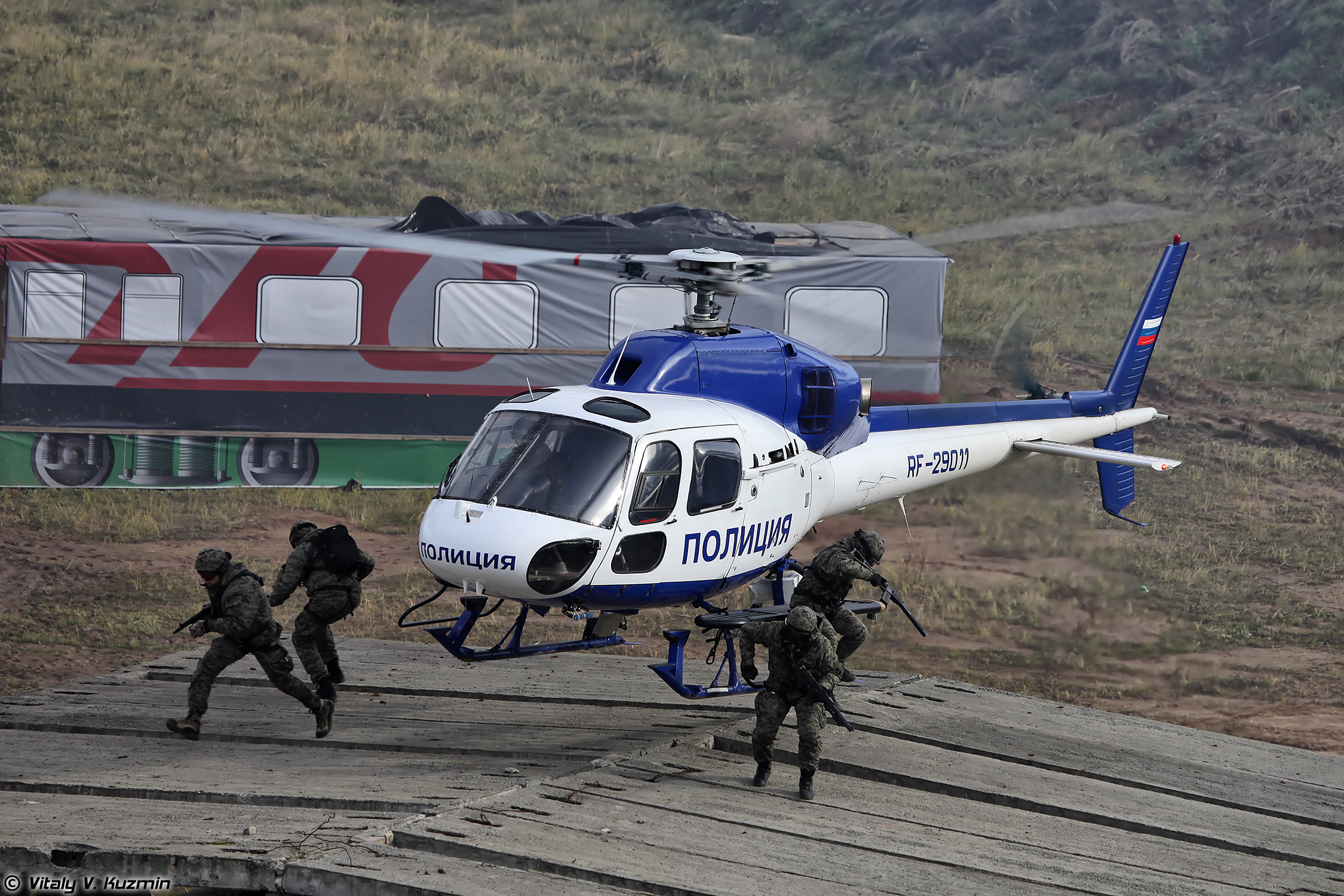
Groupe d'assaut du SOBR sautant d'un AS355 Écureuil lors d'un exercice en 2013.

Au sein du ministère de l'Intérieur, elles sont destinées aux missions antiterroristes sur le territoire russe et sont composées de détachements basés dans plusieurs villes. On peut citer notamment Vityaz, qui prit part aux opérations en Tchétchénie, Rous'  (Moscou) et Skif (Rostov-sur-le-Don).
Citons également le SOBR (СОБР, Специальный Отряд Быстрого Реагирования) détachement spécial de réaction rapide, créé en 1992 et destiné également à la libération d'otages et à la lutte antiterroriste.

### OMON
Les OMON sont des détachements spéciaux de la police destinés aux missions antiémeutes et à la lutte anticriminalité.

### Les forces spéciales du ministère de la Justice
Destinées à la lutte contre le banditisme, elles comprennent plusieurs détachements, dont : Chturm, Sever, Feniks et Jaguar.

## Dans la culture populaire

### Jeux vidéo
- Call of Duty: Black Ops : les Spetsnaz sont jouables dans certaines missions du mode multijoueur, et présentent parfois l'ennemi des principales opérations du mode campagne.
- Call of Duty: Modern Warfare 2 : une nouvelle fois, les Spetsnaz présentent une des équipes du mode multijoueur. Dans la mission « Pas de Russes » du mode Campagne, le joueur est amené à affronter les Spetsnaz du FSB vers la fin de la mission. Remarques: si on se fie à l'uniforme des Spetsnaz du jeu, ces derniers appartiennent au SOBR et non au FSB, comme l'antagoniste Makarov le prétend.
- Call of Duty: Modern Warfare 3 : une équipe des Spetsnaz est jouable en mode multijoueur, notamment sur la carte « Resistance », où leurs opposants ne sont autres que les forces françaises du GIGN.
- Call of Duty: 4 Modern Warfare : les spetsnaz sont présents dans les équipes multijoueur et aussi dans la campagne solo.
- Metal Gear Solid 3 : le personnage d'Ocelot est le major de l'unité Ocelot des Spetsnaz, unité visible notamment lors du prologue du jeu.
- Tom Clancy's Rainbow Six: Siege : le joueur a la possibilité de contrôler des opérateurs Spetsnaz comme Fuze ou Glaz en attaque, Kapkan et Tachanka en défense, ou Finka qui fait partie de l'unité NRBC en attaque aussi.
- Wargame: Red Dragon : les Spetsnaz sont des unités d'infanterie disponibles pour le camp de l'URSS.
- World in Conflict : les Spetsnaz sont présents ici aussi comme unité d'infanterie pour le camp de l'URSS. Si le joueur possède l'extension Soviet Assault, la première mission ne sera alors pas la défense de Seattle du côté américain, mais une mission de sabotage du côté russe. Le joueur dirigera une unité de Spetsnaz qui aura pour objectif de saboter des installations antiaériennes américaines côté Ouest du mur afin que l'URSS puisse lancer son invasion sur l'Europe.
- PlayerUnknown's Battlegrounds : Le casque de niveau 3 est appelé casque de Spetsnaz.